# Ishaq ibn Ali
Ishaq ibn Ali (arabisch إسحاق بن علي, DMG Isḥāq b. ʿAlī; † April 1147 in Marrakesch) war von 1146 bis zu seiner Ermordung der letzte Herrscher aus der Dynastie der Almoraviden.
Nach dem Tod von Taschfin ibn Ali (reg. 1142–1146) folgte diesem zunächst sein Sohn Ibrahim auf den Thron, wurde aber noch im selben Jahr abgesetzt. Die Herrschaft fiel daraufhin an seinen Onkel, Taschfins Bruder Ishaq ibn Ali, der damals noch ein Kind war und den Untergang des Almoravidenreiches nicht aufzuhalten vermochte: Noch 1146 nahmen die Almohaden nach neunmonatiger Belagerung Fès ein und erlangten so die Kontrolle über Nordmarokko. Als 1147 auch die Hauptstadt Marrakesch erobert wurde, beseitigte der Almohadenkalif Abd al-Mumin die Almoravidendynastie, indem er Ishaq töten ließ. In al-Andalus fand die Almoravidenherrschaft 1148 ein Ende.